# Michael Azerrad
Michael Azerrad (New York City, ...) è uno scrittore, giornalista e musicista statunitense.

## Biografia
Cresciuto nella città di New York durante la frequentazione del Columbia College, era sia compagno di stanza sia compagno di band del virtuoso della tastiera Marc Capelle che più tardi divenne un membro degli American Music Club.
Dopo la laurea conseguita alla Columbia University ha suonato la batteria in diversi piccoli gruppi ed ha perseguito una carriera nel giornalismo musicale. Oltre a scrivere per Spin, e un incarico da MTV News dal 1987 al 1992, Azerrad ha scritto centinaia di pezzi per la rivista Rolling Stone dal 1987 al 1993, tra copertina sui The B-52s e i Nirvana, e finalmente fu nominato redattore.
Nel 1993, sei mesi prima della misteriosa morte di Kurt Cobain, ha pubblicato la biografia dei Nirvana, dal titolo Come as You Are: The Story of Nirvana. Azerrad ha trascorso molti mesi intervistando i membri della band e i loro amici, parenti e colleghi.
Il suo libro successivo, Our Band Could Be Your Life era una raccolta di profili di band indie rock di spicco dal 1980 all'inizio del 1990, tra cui Sonic Youth, Black Flag, Minutemen e The Replacements. Nel 2000, Q Magazine ha nominato Come as You Are uno dei 50 migliori libri rock mai scritti, e nel 2006 The Guardian nomina Our Band Could Be Your Life come uno dei 50 migliori libri di musica mai scritti.
Azerrad ha scritto le note di copertina di diversi album e dvd di artisti tra cui: Paul McCartney, Gang of Four, Violent Femmes, Screaming Trees, Guided By Voices, Meat Puppets, i Jesus Lizard, The B-52s.
Dal 2002 è stato membro della band indie King of France, il cui album omonimo di debutto è uscito nel 2004. Nell'estate 2009, è diventato uno dei membri fondatori della band di bambini the Macaroons, il cui album di debutto Let's Go Coconuts è stato pubblicato dalla JDub Records nella primavera del 2010.
Nel 2006, Azerrad ha co-prodotto un premiato documentario su Kurt Cobain, Kurt Cobain: About a Son.

## Opere in italiano
- Michael Azerrad, Nirvana – Vieni come sei, (Come As You Are – The Story of Nirvana), traduzione di Piero D'Oro, Arcana Editrice, 1994. ISBN 88-7966-048-9